# Kim Christensen (fodboldspiller, født 1979)
 Der er flere personer med dette navn, se Kim Christensen.
Kim Christensen (født 16. juli 1979 i Hvidovre) er en tidligere dansk fodboldspiller og målmandstræner i F.C. København. 
I sin aktive karriere spillede Kim Christensen som målmand i blandt andet spillet i F.C. København, FC Nordsjælland og IFK Göteborg.

## Karriere

### F.C. København
Kim Christensen skrev en fireårig kontrakt med F.C. København den 15. juni 2010, hvor Jesper Christiansen netop havde forladt klubben, og de første to sæsoner fik han kun få førsteholds-kamp, idet Johan Wiland var den foretrukne målmand. I efteråret 2012 løb Wiland ind i både en lårskade og en beskadiget tommelfinger, så Kim Christensen fik chancen i 16 af efterårets kampe. I foråret 2013 var Wiland tilbage som førstemålmand, og i efteråret 2013 var Kim kun tredjevalg efter Wiland og Jakob Busk.
I december 2015 forlængede Kim Christensen sin kontrakt til sommeren 2017 som led i en plan om at forberede sig på at blive målmandstræner når hans aktive karriere sluttede, og han kom også tilbage som andenmålmand i foråret 2014. Med klubbens køb af Stephan Andersen i sommerpausen, indledte Kim dog også sæsonen 2014/15 som tredjemålmand.
På grund af Wilands skader og sygdom i vinteren 2015 var Kim Christensen dog også tilbage som andenmålmand i foråret 2015, hvor han samtidig fungerede som målmandstræner for keeper-talenterne på F.C. Københavns U19-hold.
Kim Christensen forlængede senest sin kontrakt i maj 2017, hvor det den 31. maj 2017 blev offentliggjort, at 37-årige Kim Christensen forlængede sin kontrakt frem til sommeren 2018, hvor han samtidig skulle fortsætte arbejdet med de unge målmænd i klubben.
Det blev i maj 2018 offentliggjort, at Christensen blev ny målmandstræner i F.C. København som erstatning for Anton Scheutjens, der havde været på posten i fem år. Kim Christensen havde på daværende tidspunkt ikke spillet en betydende kamp, siden han den 4. december 2014 stod i en pokalkamp mod Greve. Den 3. september 2018 meddelte FCK, at Kim Christiansen med tilgangen af målmandsreserven Frederik Ibsen udgik af den officielle trup.
Kim Christensen opnåede i alt 29 kampe for FCK.

## Eksterne Henvisninger
- Kim Christensens spillerprofil i DBU's Landsholdsdatabase
- Kim Christensens spillerprofil hos Sveriges fodboldforbund (svensk)
- Kim Christensens profil hos L’Équipe (fransk)
- Kim Christensens profil hos EU-football.info (engelsk)
- Kim Christensens spillerprofil på Transfermarkt (engelsk)
- Kim Christensens trænerprofil på Transfermarkt (engelsk)
- Kim Christensens spillerprofil på national-football-teams.com (engelsk)
- Kim Christensens profil på WorldFootball.net (engelsk)
- Kim Christensens profil hos FootballDatabase.eu (engelsk)
- Kim Christensens spillerprofil på Soccerway (engelsk)
- Spillerprofil Arkiveret 3. oktober 2012 hos  Wayback Machine på FC Københavns hjemmeside